# Faisal bin Hamad bin Isa Al Chalifa
Scheich Faisal bin Hamad bin Isa Al Chalifa (arabisch فيصل بن حمد بن عيسى آل خليفة, DMG Faiṣal bin Ḥamad bin ʿĪsā Āl Ḫalīfa; * 12. Februar 1991; † 12. Januar 2006 in Manama) war das siebente Kind und der zweitjüngste Sohn von Hamad bin Isa Al Chalifa, König von Bahrain. Sein Bruder ist Scheich Salman bin Hamad bin Isa Al Chalifa.
Neben früheren Titeln war er Ehrenpräsident der Bahrainischen Behindertensport-Föderation. Er kam bei einem Autounfall am 12. Januar 2006 in Manama ums Leben, als sein Auto mit einem Bus kollidierte. Laut Medienberichten war nicht sicher, ob der Prinz oder eine seiner Leibwachen am Steuer saß. Der Leibwächter überlebte den Unfall. Prinz Faisal wurde am 13. Januar auf dem ar-Riffaʿ-Friedhof beigesetzt.
| Personendaten    | Personendaten                                                        |
| ---------------- | -------------------------------------------------------------------- |
| NAME             | Al Chalifa, Faisal bin Hamad bin Isa                                 |
| KURZBESCHREIBUNG | sechster und zweitjüngster Sohn von Scheich Hamad bin Isa Al Chalifa |
| GEBURTSDATUM     | 12. Februar 1991                                                     |
| STERBEDATUM      | 12. Januar 2006                                                      |
| STERBEORT        | Manama                                                               |